# Holládi-erdő
Das Fauna-Flora-Habitat-Gebiet Holládi-erdő (deutsch: „Holláder Wald“) liegt südlich des Plattensees zwischen der Gemeinde Balatonszentgyörgy  und der Stadt Marcali in Ungarn. Das 19,8 km² große Schutzgebiet umfasst einen zusammenhängenden Bestand aus verschiedenen Eichen- und Buchenwaldgesellschaften auf Lössboden, umgeben von einer Agrarlandschaft. Charakteristisch sind insbesondere die Zerreichenbestände. Der Wald ist insbesondere für Fledermäuse und totholzbewohnende Käfer von Bedeutung.
Holládi-erdő wurde 2004 gemeldet und 2010 als Spezielles Erhaltungsgebiet (Special Area of Conservation, SAC) ausgewiesen.

## Schutzzweck
Folgende Lebensraumtypen nach Anhang I der FFH-Richtlinie kommen im Gebiet vor (Prioritäre Lebensraumtypen sind mit * gekennzeichnet):
| EU Code | * | Lebensraumtyp (offizielle Bezeichnung)                     | Fläche [ha] |
| ------- | - | ---------------------------------------------------------- | ----------- |
| 91K0    |   | Illyrische Rotbuchenwälder (Aremonio-Fagion)               | 36,45       |
| 91L0    |   | Illyrische Eichen-Hainbuchenwälder (Erythronio-Carpinion)  | 112,22      |
| 91M0    |   | Pannonisch-balkanische Zerreichen- und Traubeneichenwälder | 809,73      |

### Arteninventar
Folgende Arten von gemeinschaftlichem Interesse sind für das Gebiet gemeldet (Prioritäre Arten sind mit * gekennzeichnet):
| EU Code | * | Art                         | wissenschaftlicher Name  | Artengruppe    |
| ------- | - | --------------------------- | ------------------------ | -------------- |
| 1088    |   | Heldbock                    | Cerambyx cerdo           | Käfer          |
| 1086    |   | Scharlachroter Plattkäfer   | Cucujus cinnaberinus     | Käfer          |
| 6199    | * | Spanische Flagge            | Euplagia quadripunctaria | Schmetterlinge |
| 1083    |   | Hirschkäfer                 | Lucanus cervus           | Käfer          |
| 4026    |   | Ungleicher Furchenwalzkäfer | Rhysodes sulcatus        | Käfer          |
| 1308    |   | Mopsfledermaus              | Barbastella barbastellus | Säugetiere     |
| 1323    |   | Bechsteinfledermaus         | Myotis bechsteinii       | Säugetiere     |
| 1321    |   | Wimperfledermaus            | Myotis emarginatus       | Säugetiere     |
| 1324    |   | Großes Mausohr              | Myotis myotis            | Säugetiere     |